# 제이크 에버츠
 제이크 에버츠(영어: Jake Eberts, 1941년 7월 10일 - 2012년 9월 6일)는 캐나다의 영화 프로듀서, 기업인, 금융가였다. 그는 투자 위험을 감수하고 작품성이 높은 작품들을 연달아 내놓아 많은 작품이 아카데미상을 수상하는데 기여했다. 그렇게 만들어진 작품이 불의 전차, 간디 (영화), 늑대와 함께 춤을, 치킨런이다.